# Philotes
Philotes (græsk: Φιλωτες) er i den græske mytologi datter af Nyx – personifikation af omsorg, venskab og sex.